# Haplopus juvenis
Haplopus juvenis är en insektsart som beskrevs av Ludwig Redtenbacher 1908. Haplopus juvenis ingår i släktet Haplopus och familjen Phasmatidae. Inga underarter finns listade i Catalogue of Life.